# Olbia Calcio 1905 2022-2023
Questa voce raccoglie le informazioni riguardanti l'Olbia Calcio 1905 nelle competizioni ufficiali della stagione 2022-2023.

## Stagione

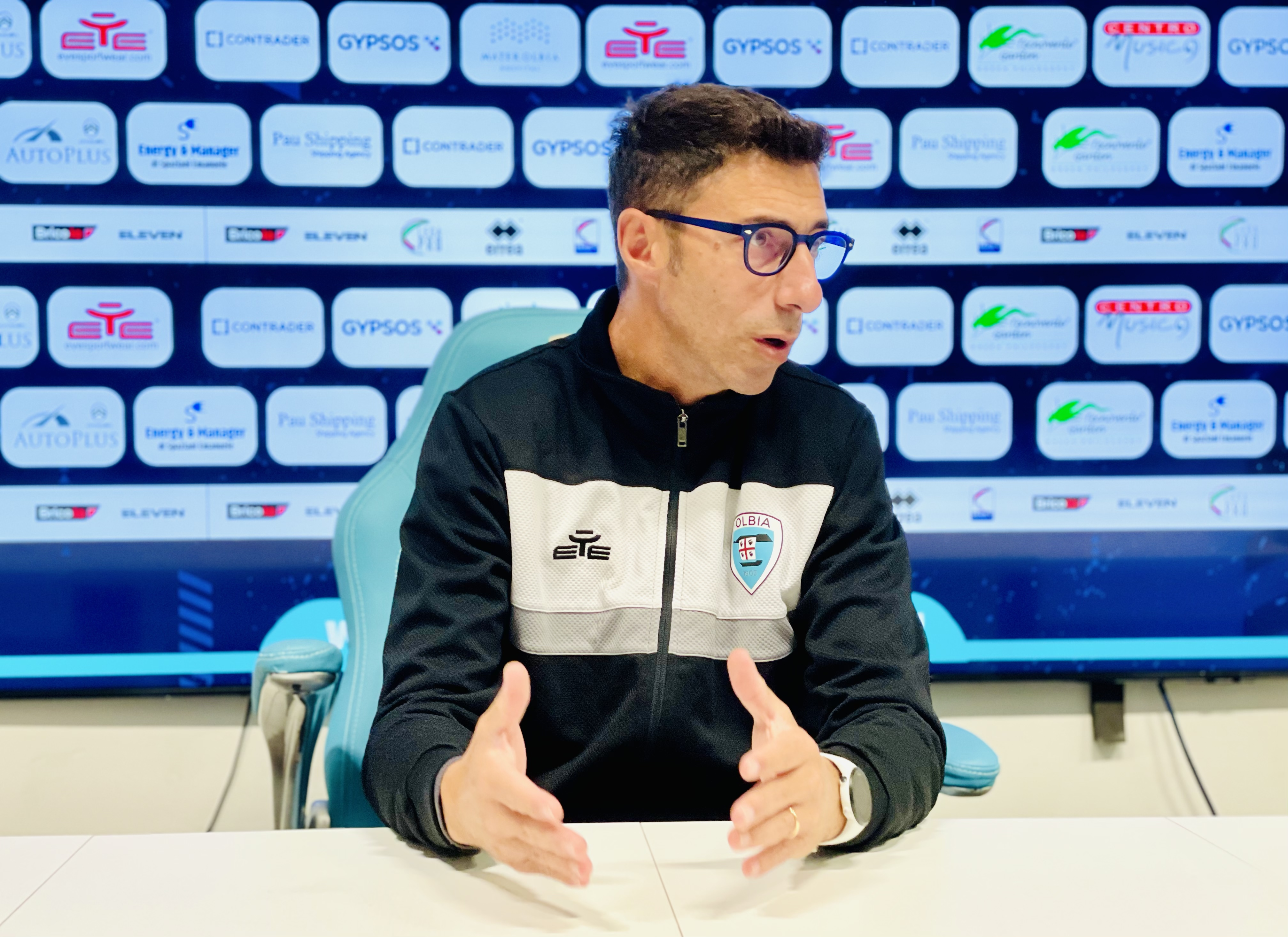
L'allenatore Roberto Occhiuzzi, scelto in estate come il successore di Max Canzi alla guida dei Bianchi.

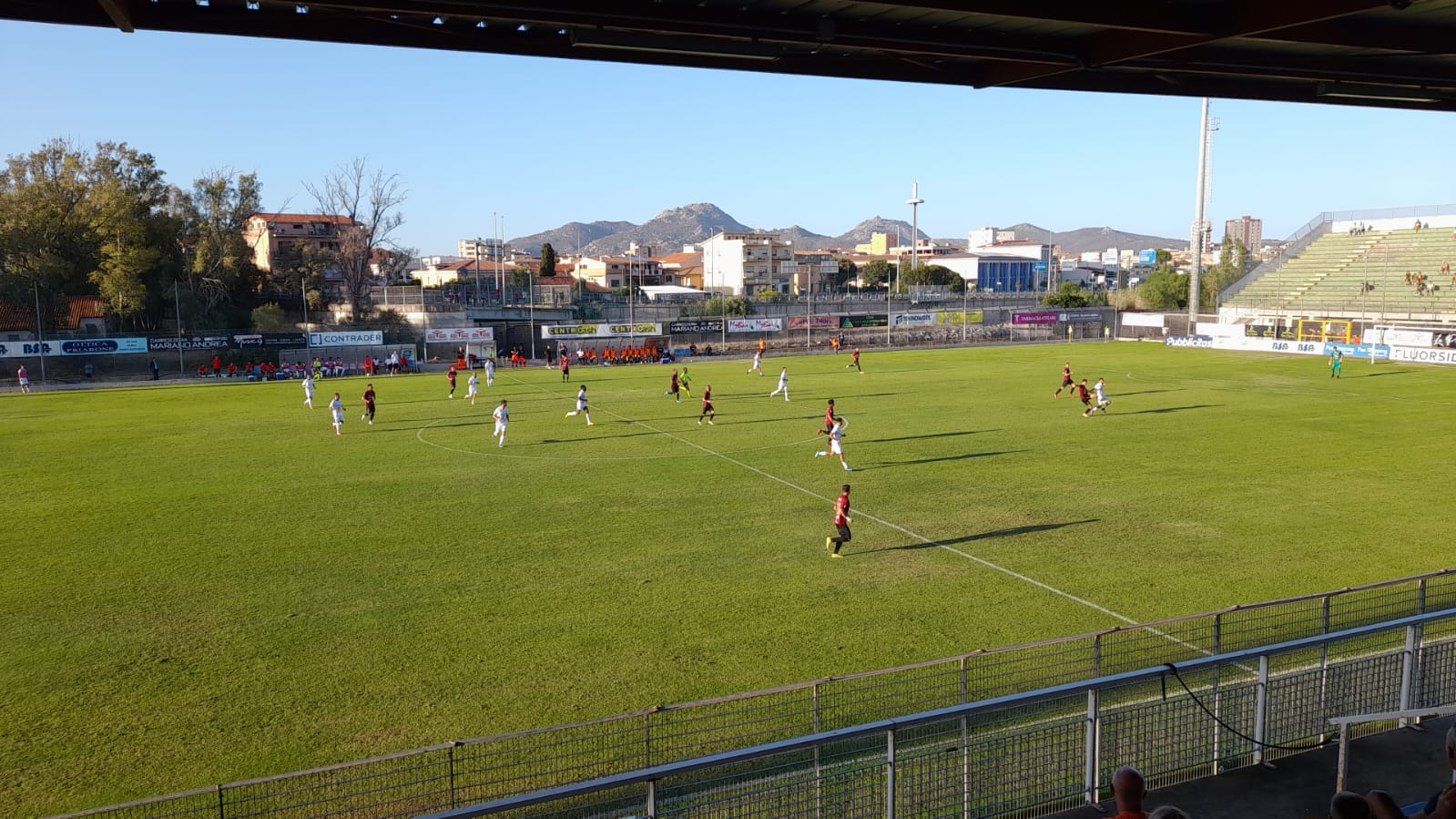
Momento di gioco durante Olbia-, esordio dei sardi in campionato.

Dopo l'ottima stagione precedente culminata con la qualificazione ai play-off grazie al nono posto in classifica e terminata al secondo turno di post-season, la società chiude il ciclo con Max Canzi e affida la guida tecnica a Roberto Occhiuzzi reduce dall'esperienza in Serie B col Cosenza. I Bianchi sono stati ancora inseriti nel girone B dove incontreranno le formazioni del centro Italia e la Torres di Sassari, neopromossa in terza serie e che quindi vede il ritorno del Derby del nord Sardegna dopo sei stagioni, l'ultima volta fu nella finale dei play-off di Serie D nel 2016.
La squadra con il nuovo corso è stata ringiovanita, seppur siano stati confermati i più esperti quali Ragatzu, Emerson, La Rosa, Brignani, Biancu e Travaglini, mentre ha salutato la nutrita compagnia di prestiti dal Cagliari composta da Ciocci, Boccia, Ladinetti e Lella. In direzione opposta dai rossoblù è arrivato il solo attaccante Gianluca Contini, anche per via della retrocessione dei cagliaritani in serie B che ha lasciato una sola categoria di differenza tra le due formazioni e quindi impedendo un maggiore supporto rispetto alle ultime stagioni. La rosa poi si impreziosisce di ben quattro giocatori internazionali quali i nazionali sammarinesi Nicola Nanni e Filippo Fabbri, il cubano Davide Incerti e il dominicano Gianluigi Sueva. Dai club di categoria superiore arrivano in prestito il portiere Gelmi e l'attaccante Lorenzo Babbi dall'Atalanta e i difensori Gabriele Bellodi dal Milan (per lui un ritorno a Olbia) e Niccolò Gabrieli dal Südtirol.

## Divise e sponsor
Il fornitore tecnico per la stagione 2022-2023 è EYE Sport. Gli sponsor di maglia sono Gypsos, marchio della Fluorsid e Logudoro Carni sul fronte, Contrader sotto il logo societario e Mater Olbia, ospedale privato cittadino, sul retro sotto i numeri.
La prima maglia è la classica divisa casalinga interamente bianca, impreziosita da un colletto a polo con scollo a V decorato da due strisce celesti e nere nel bordo, stesso decoro che si trova nel bordo terminale delle maniche. Sul retro è presente all'altezza del collo la scritta in corsivo "Olbia Calcio. I pantaloncini sono interamente bianchi con un bordo terminale celeste sul fondo dei pantaloncini, mentre i calzettoni sono bianchi con fascia superiore celeste.
La divisa da trasferta invece, sullo stesso modello della casalinga è nera con dettagli celesti nella maglia e biancocelesti nei pantaloncini, mentre i calzettoni sono interamente neri.
La terza divisa, presentata solo a metà stagione e inaugurata alla terza giornata del girone di ritorno, è celeste sul torace, nera su entrambe le spalle e impreziosita da una grafica tono su tono riportante una cartina topografica di Olbia e della costa gallurese. I pantaloncini sono celesti con bande laterali nere e i calzettoni interamente neri.
| Casa | Trasferta | Terza |

## Rosa
Rosa e numerazione aggiornati al 2 febbraio 2023
| N. |                       | Ruolo | Calciatore           |
| -- | --------------------- | ----- | -------------------- |
| 1  | Italia (bandiera)     | P     | Ludovico Gelmi       |
| 2  | Italia (bandiera)     | D     | Christophe Renault   |
| 3  | Italia (bandiera)     | C     | Luca La Rosa         |
| 4  | Italia (bandiera)     | C     | Daniele Dessena      |
| 5  | Italia (bandiera)     | D     | Gabriele Bellodi     |
| 6  | Cuba (bandiera)       | C     | Davide Incerti       |
| 7  | Italia (bandiera)     | C     | Fabio Occhioni       |
| 8  | Italia (bandiera)     | C     | Luca Palesi          |
| 9  | Italia (bandiera)     | A     | Alessandro Corti     |
| 10 | Italia (bandiera)     | A     | Daniele Ragatzu      |
| 11 | Italia (bandiera)     | A     | Lorenzo Babbi        |
| 13 | Italia (bandiera)     | D     | Fabrizio Brignani    |
| 15 | Italia (bandiera)     | C     | Federico Zanchetta   |
| 16 | Italia (bandiera)     | A     | Lorenzo Boganini     |
| 17 | Italia (bandiera)     | D     | Nicolò Sperotto      |
| 18 | San Marino (bandiera) | A     | Nicola Nanni         |
| 19 | Italia (bandiera)     | D     | Christian Travaglini |

| N. |                            | Ruolo | Calciatore           |
| -- | -------------------------- | ----- | -------------------- |
| 20 | Italia (bandiera)          | D     | Niccolò Gabrieli     |
| 21 | Italia (bandiera)          | C     | Roberto Biancu       |
| 22 | Paesi Bassi (bandiera)     | P     | Maarten van der Want |
| 23 | Italia (bandiera)          | D     | Davide Mordini       |
| 24 | Italia (bandiera)          | C     | Alessio Glino        |
| 25 | Brasile (bandiera)         | D     | Emerson (capitano)   |
| 27 | San Marino (bandiera)      | D     | Filippo Fabbri       |
| 30 | Italia (bandiera)          | D     | Andrea Sanna         |
| 32 | Italia (bandiera)          | A     | Gianluca Contini     |
| 33 | Italia (bandiera)          | D     | Valerio Secci        |
| 38 | Italia (bandiera)          | C     | Giacomo Finocchi     |
| 58 | Camerun (bandiera)         | A     | Joseph Minala        |
| 76 | Argentina (bandiera)       | C     | Lukas König          |
| 79 | Rep. Dominicana (bandiera) | A     | Gianluigi Sueva      |
| 97 | Italia (bandiera)          | D     | Christian Arboleda   |
| 99 | Italia (bandiera)          | P     | Alex Sposito         |

Note:
1. 1 2 3  Ceduto nella sessione invernale di calciomercato.
2. 1 2 3 4 5  Acquistato nella sessione invernale di calciomercato.
3. ↑  Acquistato al di fuori delle sessioni di calciomercato.
4. ↑  Aggregato alla prima squadra dalla formazione Primavera.

## Organigramma societario
Organigramma aggiornato all'11 agosto 2022.
Area direttiva
- Presidente: Alessandro Marino
- Vicepresidente: Alexandre Tartara
- Consiglieri: Gian Renzo Bazzu, Massimo Curreli

Area organizzativa
- Direttore Sportivo: Tomaso Tatti
- Team Manager: Paolo Mele
- Responsabile Marketing e Comunicazione: Matteo Sechi
- Ufficio comunicazione: Stefano Sambati
- Segretario Settore Giovanile: Federico Russu
- Resp. organizzazione logistica e sviluppo infrastrutture: Gianpaolo Granara
- Delegato alla Sicurezza: Fabio Macciocu
- Responsabile Amministrazione: Ilaria Piccinnu
- Responsabile rapporti con la tifoseria: Massimo Curreli
- Fotografo: Sandro Giordano

Area tecnica
- Allenatore: Roberto Occhiuzzi
- Vice allenatore: Luca Castricato
- Allenatore dei Portieri: Fabrizio Martellotta
- Preparatore Atletico: Emanuele Bandinu, Andrea Paniziutti, Luigi Pincente
- Match Analyst: Edoardo Pani

Area sanitaria
- Responsabile Sanitario: Michele Azzena
- Medico Sociale: Guido Sari
- Fisioterapisti: Antonio Cavada, Jacopo Ernest Fischbach

## Calciomercato

### Sessione estiva(dall'1/7 all'1/9)
| Acquisti         | Acquisti           | Acquisti     | Acquisti      |
| R.               | Nome               | da           | Modalità      |
| ---------------- | ------------------ | ------------ | ------------- |
| P                | Ludovico Gelmi     | Atalanta     | prestito      |
| D                | Gabriele Bellodi   | Milan        | prestito      |
| D                | Filippo Fabbri     | Forlì        | definitivo    |
| D                | Niccolò Gabrieli   | Südtirol     | prestito      |
| D                | Valerio Secci      | Cagliari     | fine prestito |
| C                | Davide Incerti     |              | definitivo    |
| C                | Lukas König        |              | definitivo    |
| C                | Luca Palesi        | Ancona       | fine prestito |
| C                | Federico Zanchetta | SPAL         | prestito      |
| A                | Lorenzo Babbi      | Atalanta     | prestito      |
| A                | Lorenzo Boganini   |              | definitivo    |
| A                | Gianluca Contini   | Cagliari     | prestito      |
| A                | Joseph Minala      | Lucchese     | definitivo    |
| A                | Nicola Nanni       | Crotone      | definitivo    |
| A                | Gianluigi Sueva    | Cosenza      | prestito      |
| Altre operazioni |                    |              |               |
| R.               | Nome               | da           | Modalità      |
| C                | Roberto Biancu     | Cagliari     | definitivo    |
| A                | Antonio Demarcus   | Atletico Uri | fine prestito |

| Cessioni         | Cessioni           | Cessioni  | Cessioni      |
| R.               | Nome               | a         | Modalità      |
| ---------------- | ------------------ | --------- | ------------- |
| P                | Luca Barone        | Roma City | definitivo    |
| P                | Giuseppe Ciocci    | Cagliari  | fine prestito |
| D                | Salvatore Boccia   | Cagliari  | fine prestito |
| D                | Francesco Pisano   |           | fine carriera |
| C                | Luca Chierico      | Genoa     | fine prestito |
| C                | Giacomo Finocchi   |           | svincolato    |
| C                | Manuel Giandonato  | Fermana   | definitivo    |
| C                | Riccardo Ladinetti | Cagliari  | fine prestito |
| C                | Nunzio Lella       | Cagliari  | fine prestito |
| C                | Fausto Perseu      | Cremonese | fine prestito |
| A                | Luca Belloni       | Cagliari  | prestito      |
| A                | Massimiliano Manca | Cagliari  | fine prestito |
| A                | Simone Mancini     | Ligorna   | definitivo    |
| A                | Giuseppe Pinna     |           | svincolato    |
| A                | King Udoh          | Cesena    | definitivo    |
| Altre operazioni |                    |           |               |
| R.               | Nome               | a         | Modalità      |
| A                | Antonio Demarcus   |           | svincolato    |
| C                | Roberto Biancu     | Cagliari  | fine prestito |

### Sessione invernale(dal 1/1 al 31/1)
| Acquisti         | Acquisti             | Acquisti         | Acquisti   |
| R.               | Nome                 | da               | Modalità   |
| ---------------- | -------------------- | ---------------- | ---------- |
| P                | Alex Sposito         | Sangiuliano City | prestito   |
| D                | Christian Arboleda   |                  | definitivo |
| C                | Daniele Dessena      | Virtus Entella   | prestito   |
| A                | Alessandro Corti     | Pergolettese     | svincolato |
| Altre operazioni |                      |                  |            |
| R.               | Nome                 | da               | Modalità   |
| D                | Christian Travaglini | Cagliari         | prestito   |

| Cessioni         | Cessioni             | Cessioni  | Cessioni                |
| R.               | Nome                 | a         | Modalità                |
| ---------------- | -------------------- | --------- | ----------------------- |
| D                | Christophe Renault   | Viterbese | prestito                |
| C                | Giacomo Finocchi     | Taranto   | definitivo              |
| C                | Joseph Minala        |           | risoluzione consensuale |
| Altre operazioni |                      |           |                         |
| R.               | Nome                 | da        | Modalità                |
| D                | Christian Travaglini | Cagliari  | definitivo              |

### Operazioni esterne alle sessioni
| Acquisti | Acquisti        | Acquisti | Acquisti         | Acquisti   |
| R.       | Nome            | da       | Data             | Modalità   |
| -------- | --------------- | -------- | ---------------- | ---------- |
| D        | Davide Mordini  |          | 16 novembre 2022 | svincolato |
| D        | Nicolò Sperotto |          | 22 dicembre 2022 | svincolato |

| Cessioni | Cessioni | Cessioni | Cessioni | Cessioni |
| R.       | Nome     | a        | Data     | Modalità |
| -------- | -------- | -------- | -------- | -------- |

## Risultati

### Serie C

#### Girone di andata
| Arbitro: | Diop (Treviglio) |

|              |           |  |
| Boganini 90’ | Marcatori |  |

| Montevarchi 11 settembre 2022, ore 14:30 CEST 2ª giornata | Montevarchi        | 0 – 0 referto | Olbia | Stadio Gastone Brilli Peri (548 spett.)\| Arbitro: \| Di Reda (Molfetta) \| |
| Arbitro:                                                  | Di Reda (Molfetta) |               |       |                                                                             |

| Arbitro: | Leone (Barletta) |

|  |           |             |
|  | Marcatori | 90’ Aucelli |

| Arbitro: | Scarpa (Collegno) |

|                                  |           |  |
| Santini 17’ (rig.), 56’ Vano 37’ | Marcatori |  |

| Olbia 24 settembre 2022, ore 17:30 CEST 5ª giornata | Olbia                   | 0 – 0 referto | Siena | Stadio Bruno Nespoli (800 spett.)\| Arbitro: \| Arena (Torre del Greco) \| |
| Arbitro:                                            | Arena (Torre del Greco) |               |       |                                                                            |

| Fermo 2 ottobre 2022, ore 14:30 CEST 6ª giornata | Fermana           | 0 – 0 referto | Olbia | Stadio Bruno Recchioni (1 188 spett.)\| Arbitro: \| Iacobellis (Pisa) \| |
| Arbitro:                                         | Iacobellis (Pisa) |               |       |                                                                          |

| Arbitro: | Zanotti (Rimini) |

|           |           |                             |
| Nanni 87’ | Marcatori | 31’ Morello 39’ Mastroianni |

| Arbitro: | Crezzini (Siena) |

|                        |           |             |
| Zamparo 36’ Merkaj 79’ | Marcatori | 79’ Bellodi |

| Arbitro: | Canci (Carrara) |

|                        |           |                                            |
| Ragatzu 8’ (rig.), 55’ | Marcatori | 16’ Moretti 21’ Petrella 44’, 98’ Spagnoli |

| Arbitro: | Tremolada (Monza) |

|              |           |             |
| Scappini 86’ | Marcatori | 95’ Ragatzu |

| Arbitro: | Virgilio (Trapani) |

|             |           |                         |
| Contini 45’ | Marcatori | 6’, 33’ Arena 41’ Spina |

| Arbitro: | Maccarini (Arezzo) |

|  |           |             |
|  | Marcatori | 65’ Contini |

| Arbitro: | Iannello (Messina) |

|                         |           |                       |
| Ragatzu 6’ Boganini 88’ | Marcatori | 4’ Ubaldi 34’ Calamai |

| Arbitro: | Djurdjevic (Trieste) |

|              |           |  |
| Bozhanaj 90’ | Marcatori |  |

| Arbitro: | Giordano (Novara) |

|  |           |             |
|  | Marcatori | 20’ Hraiech |

| Arbitro: | Bozzetto (Bergamo) |

|            |           |             |
| Gazoul 26’ | Marcatori | 47’ Ragatzu |

| Arbitro: | Rispoli (Locri) |

|              |           |            |
| Brignani 80’ | Marcatori | 50’ Sbaffo |

| Reggio Emilia 10 dicembre 2022, ore 17:30 CET 18ª giornata | Reggiana             | 0 – 0 referto | Olbia | Mapei Stadium - Città del Tricolore (5 060 spett.)\| Arbitro: \| Costanza (Agrigento) \| |
| Arbitro:                                                   | Costanza (Agrigento) |               |       |                                                                                          |

| Arbitro: | De Angeli (Milano) |

|             |           |             |
| La Rosa 74’ | Marcatori | 38’ Quirini |

#### Girone di ritorno
| Arbitro: | Marotta (Sapri) |

|                                            |           |                                             |
| Mutton 2’, 41’, 80’ Shiba 38’ Perretta 88’ | Marcatori | 20’ Fabbri 45’ Nanni 61’ Bellodi 67’ Biancu |

| Arbitro: | Burlando (Genova) |

|                         |           |            |
| Contini 39’ Ragatzu 52’ | Marcatori | 24’ Lischi |

| Arbitro: | Rinaldi (Bassano del Grappa) |

|                       |           |             |
| Di Paola 26’ Ngom 81’ | Marcatori | 85’ Ragatzu |

| Arbitro: | Mirabella (Napoli) |

|             |           |             |
| Ragatzu 69’ | Marcatori | 86’ Santini |

| Arbitro: | D'Eusanio (Faenza) |

|             |           |              |
| Paloschi 1’ | Marcatori | 55’ Brignani |

| Arbitro: | Castellone (Napoli) |

|                                         |           |                                     |
| Ragatzu 66’ (rig.) Borghetto 86’ (aut.) | Marcatori | 25’, 50’, 72’ Fischnaller 33’ Romeo |

| Arbitro: | Renzi (Pesaro) |

|  |           |                    |
|  | Marcatori | 54’ (rig.) Ragatzu |

| Arbitro: | Cavaliere (Paola) |

|                |           |            |
| Travaglini 70’ | Marcatori | 24’ Merkaj |

| Arbitro: | Di Francesco (Ostia Lido) |

|               |           |             |
| Simonetti 84’ | Marcatori | 41’ Ragatzu |

| Arbitro: | Arena (Torre del Greco) |

|                            |           |            |
| Ragatzu 27’, 85’ Nanni 34’ | Marcatori | 8’ Gianola |

| Arbitro: | Maccarini (Arezzo) |

|  |           |                    |
|  | Marcatori | 59’ (rig.) Ragatzu |

| Arbitro: | Emmanuele (Pisa) |

|             |           |                       |
| Dessena 11’ | Marcatori | 52’ Faggi 60’ D'Auria |

| Arbitro: | Gandino (Alessandria) |

|  |           |                         |
|  | Marcatori | 20’ Dessena 31’ La Rosa |

| Arbitro: | Restaldo (Ivrea) |

|           |           |                 |
| Nanni 20’ | Marcatori | 59’ Bernardotto |

| Arbitro: | Martini (Valdarno) |

|               |           |  |
| Chiarello 74’ | Marcatori |  |

| Arbitro: | Costanza (Agrigento) |

|                                            |           |  |
| Dessena 68’, 75’ Ragatzu 90’, 90+2’ (rig.) | Marcatori |  |

| Arbitro: | Crezzini (Siena) |

|                             |           |                                     |
| D. Giampaolo 45’ Sbaffo 67’ | Marcatori | 29’ Emerson 66’ (rig.), 81’ Ragatzu |

| Arbitro: | Di Marco (Ciampino) |

|             |           |                     |
| Ragatzu 37’ | Marcatori | 3’ Cauz 42’ Guiebre |

| Arbitro: | Restaldo (Ivrea) |

|                  |           |  |
| Ravasio 14’, 76’ | Marcatori |  |

### Coppa Italia Serie C

#### Turni eliminatori
| Arbitro: | Ubaldi (Roma) |

|                         |           |              |
| Sueva 28’ Zanchetta 34’ | Marcatori | 10’ Scappini |

| Arbitro: | Gemelli (Messina) |

|                 |           |  |
| Maddaloni 90+5’ | Marcatori |  |

## Statistiche
Statistiche aggiornate al 1º aprile 2023.

### Statistiche di squadra
| Competizione         |    | In casa | In casa | In casa | In casa | In casa | In casa | In trasferta | In trasferta | In trasferta | In trasferta | In trasferta | In trasferta | Totale | Totale | Totale | Totale | Totale | Totale | D.R. |
| Competizione         | G  | V       | N       | P       | Gf      | Gs      | G       | V            | N            | P            | Gf           | Gs           | G            | V      | N      | P      | Gf     | Gs     |        | D.R. |
| -------------------- | -- | ------- | ------- | ------- | ------- | ------- | ------- | ------------ | ------------ | ------------ | ------------ | ------------ | ------------ | ------ | ------ | ------ | ------ | ------ | ------ | ---- |
| Serie C              | 41 | 19      | 4       | 7       | 8       | 25      | 28      | 19           | 5            | 7            | 7            | 18           | 22           | 38     | 9      | 14     | 15     | 43     | 50     | -7   |
| Coppa Italia Serie C | -  | 1       | 1       | 0       | 0       | 2       | 1       | 1            | 0            | 0            | 1            | 0            | 1            | 2      | 1      | 0      | 1      | 2      | 2      | 0    |
| Totale               | 41 | 20      | 5       | 7       | 8       | 27      | 29      | 19           | 5            | 7            | 8            | 15           | 23           | 40     | 10     | 14     | 16     | 45     | 52     | -7   |

### Andamento in campionato
| Giornata  | 1 | 2 | 3 | 4  | 5  | 6  | 7  | 8  | 9  | 10 | 11 | 12 | 13 | 14 | 15 | 16 | 17 | 18 | 19 | 20 | 21 | 22 | 23 | 24 | 25 | 26 | 27 | 28 | 29 | 30 | 31 | 32 | 33 | 34 | 35 | 36 | 37 | 38 |
| --------- | - | - | - | -- | -- | -- | -- | -- | -- | -- | -- | -- | -- | -- | -- | -- | -- | -- | -- | -- | -- | -- | -- | -- | -- | -- | -- | -- | -- | -- | -- | -- | -- | -- | -- | -- | -- | -- |
| Luogo     | C | T | C | T  | C  | T  | C  | T  | C  | T  | C  | T  | C  | T  | C  | T  | C  | T  | C  | T  | C  | T  | C  | T  | C  | T  | C  | T  | C  | T  | C  | T  | C  | T  | C  | T  | C  | T  |
| Risultato | V | N | P | P  | N  | N  | P  | P  | P  | N  | P  | V  | N  | P  | P  | N  | N  | N  | N  | P  | V  | P  | N  | N  | P  | V  | N  | N  | V  | V  | P  | V  | N  | P  | V  | V  | P  | P  |
| Posizione | 1 | 3 | 8 | 12 | 12 | 13 | 17 | 17 | 18 | 19 | 19 | 17 | 17 | 18 | 19 | 19 | 18 | 18 | 18 | 20 | 17 | 18 | 18 | 18 | 18 | 18 | 18 | 17 | 17 | 15 | 15 | 14 | 14 | 14 | 14 | 13 | 13 | 13 |

Legenda:

Luogo: C = Casa; T = Trasferta. Risultato: V = Vittoria; N = Pareggio; P = Sconfitta.

### Statistiche dei giocatori
| Giocatore       | Serie C  | Serie C | Serie C     | Serie C    | Coppa Italia Serie C | Coppa Italia Serie C | Coppa Italia Serie C | Coppa Italia Serie C | Totale   | Totale | Totale      | Totale     |
| Giocatore       | Presenze | Reti    | Ammonizioni | Espulsioni | Presenze             | Reti                 | Ammonizioni          | Espulsioni           | Presenze | Reti   | Ammonizioni | Espulsioni |
| --------------- | -------- | ------- | ----------- | ---------- | -------------------- | -------------------- | -------------------- | -------------------- | -------- | ------ | ----------- | ---------- |
| C. Arboleda     | 17       | 0       | 4           | 0          | 0                    | 0                    | 0                    | 0                    | 17       | 0      | 4           | 0          |
| L. Babbi        | 25       | 0       | 3           | 0          | 2                    | 0                    | 1                    | 0                    | 27       | 0      | 4           | 0          |
| G. Bellodi      | 33       | 2       | 9           | 1          | 2                    | 0                    | 0                    | 0                    | 35       | 2      | 9           | 1          |
| R. Biancu       | 34       | 1       | 7           | 0          | 1                    | 0                    | 0                    | 0                    | 35       | 1      | 7           | 0          |
| L. Boganini     | 18       | 2       | 0           | 0          | 2                    | 0                    | 0                    | 0                    | 20       | 2      | 0           | 0          |
| F. Brignani     | 34       | 2       | 9           | 0          | 2                    | 0                    | 0                    | 0                    | 36       | 2      | 9           | 0          |
| G. Contini      | 30       | 3       | 3           | 1          | 1                    | 0                    | 0                    | 0                    | 31       | 3      | 3           | 1          |
| A. Corti        | 13       | 0       | 3           | 0          | 0                    | 0                    | 0                    | 0                    | 13       | 0      | 3           | 0          |
| D. Dessena      | 12       | 4       | 3           | 0          | 0                    | 0                    | 0                    | 0                    | 12       | 4      | 3           | 0          |
| Emerson         | 30       | 1       | 5           | 0          | 1                    | 0                    | 0                    | 0                    | 31       | 1      | 5           | 0          |
| F. Fabbri       | 24       | 1       | 2           | 0          | 0                    | 0                    | 0                    | 0                    | 24       | 1      | 2           | 0          |
| G. Finocchi     | 0        | 0       | 0           | 0          | 1                    | 0                    | 0                    | 0                    | 1        | 0      | 0           | 0          |
| N. Gabrieli     | 13       | 0       | 1           | 0          | 2                    | 0                    | 1                    | 0                    | 15       | 0      | 2           | 0          |
| L. Gelmi        | 18       | -22     | 1           | 0          | 0                    | 0                    | 0                    | 0                    | 18       | -22    | 1           | 0          |
| A. Glino        | 0        | 0       | 0           | 0          | 1                    | 0                    | 0                    | 0                    | 1        | 0      | 0           | 0          |
| D. Incerti      | 28       | 0       | 7           | 0          | 2                    | 0                    | 1                    | 0                    | 30       | 0      | 8           | 0          |
| L. La Rosa      | 35       | 2       | 12          | 0          | 2                    | 0                    | 1                    | 0                    | 37       | 2      | 13          | 0          |
| L. König        | 13       | 0       | 3           | 0          | 1                    | 0                    | 0                    | 0                    | 14       | 0      | 3           | 0          |
| J. Minala       | 12       | 0       | 5           | 0          | 1                    | 0                    | 0                    | 0                    | 13       | 0      | 5           | 0          |
| D. Mordini      | 5        | 0       | 1           | 0          | 0                    | 0                    | 0                    | 0                    | 5        | 0      | 1           | 0          |
| N. Nanni        | 22       | 3       | 4           | 0          | 0                    | 0                    | 0                    | 0                    | 22       | 3      | 4           | 0          |
| F. Occhioni     | 10       | 0       | 2           | 0          | 1                    | 0                    | 0                    | 0                    | 11       | 0      | 2           | 0          |
| L. Palesi       | 0        | 0       | 0           | 0          | 0                    | 0                    | 0                    | 0                    | 0        | 0      | 0           | 0          |
| D. Ragatzu      | 36       | 19      | 6           | 0          | 2                    | 0                    | 1                    | 0                    | 38       | 19     | 7           | 0          |
| C. Renault      | 10       | 0       | 1           | 0          | 1                    | 0                    | 1                    | 0                    | 11       | 0      | 2           | 0          |
| A. Sanna        | 2        | 0       | 0           | 0          | 1                    | 0                    | 0                    | 0                    | 3        | 0      | 0           | 0          |
| V. Secci        | 2        | 0       | 1           | 0          | 0                    | 0                    | 0                    | 0                    | 2        | 0      | 1           | 0          |
| N. Sperotto     | 16       | 0       | 3           | 0          | 0                    | 0                    | 0                    | 0                    | 16       | 0      | 3           | 0          |
| A. Sposito      | 14       | -11     | 3           | 0          | 0                    | 0                    | 0                    | 0                    | 14       | -11    | 3           | 0          |
| G. Sueva        | 19       | 0       | 3           | 0          | 2                    | 1                    | 0                    | 0                    | 21       | 1      | 3           | 0          |
| C. Travaglini   | 28       | 1       | 6           | 0          | 1                    | 0                    | 1                    | 0                    | 29       | 1      | 7           | 0          |
| M. van der Want | 8        | -17     | 1           | 0          | 2                    | -2                   | 0                    | 0                    | 10       | -19    | 1           | 0          |
| F. Zanchetta    | 18       | 0       | 6           | 0          | 1                    | 1                    | 1                    | 0                    | 19       | 1      | 7           | 0          |